# Добрила Ојданић
Добрила Ојданић (Лубнице, код Берана, 15. децембар 1920 — Подгорица, 1995) била је учесница Народноослободилачке борбе, друштвено-политичка радница СФР Југославије и СР Црне Горе и народни херој Југославије.

## Биографија
Рођена је 15. децембра 1920. године у Лубницама код Берана, у сељачкој породици. Основну школу завршила је у родном селу. Врло рано је приступила револуционарном омладинском покрету у свом селу, где је од 1935. године постојала партијска организација. Године 1939, постала је чланица Комунистичке партије Југославије. Од 1940, била је секретарица партијске ћелије у Лубницама. Активно је учествовала у свим политичким акцијама КПЈ и СКОЈ-а у беранском срезу у годинама пред Други светски рат. Због револуционарне активности била је хапшена, а кратко време морала је да живи у илегалности.
Након окупације Југославије 1941, учествовала је у припремама оружаног устанка. Током Тринаестојулског устанка, учествовала је у борбама за ослобођење Берана и у одбрани слободне територије Горњег Полимља. Након формирања Беранског партизанског батаљона у јесен 1941, Добрила је постала његов борац. Учествовала је у свим борбама батаљона у Санџаку и Потарју током 1941. и 1942. године. Била је рањена током борби у бици за Пљевља. Истакла се у борбама батаљона против четника на Тари 1942. године.
С групом комуниста је у априлу 1942. године отишла на Дурмитор, где је по задатку КПЈ, радила на помагању партијским организацијама на овом терену. Када је формирана Четврта пролетерска црногорска ударна бригада, Добрила је постала борац Петог батаљона. После борби на Неретви и Сутјесци, постављена је за политичког комесара чете. Ту дужност обављала је до јесени 1943, када је дошла у Беране на политичко-партијски рад. Учествовала је у свим биткама Четврте пролетерске бригаде, попут борби за ослобођење Бугојна, Купреса, Имотског и других места у Босни. Приликом борби за ослобођење Колашина 1943, била је рањена два пута.
Крајем 1943, изабрана је за чланицу Среског комитета КПЈ у Беранама. Исте године била је чланица иницијативног одбора за формирање АФЖ Црне Горе и Боке. На Првом заседању ЗАВНО Црне Горе и Боке изабрана је за већницу. Крај рата дочекала је са чином капетана прве класе.
После рата, вршила је многе политичке функције. Била је чланица Главног одбора Народног фронта, Главног одбора АФЖ-а, Главног одбора Савеза бораца, а на Оснивачком конгресу КПЈ за Црну Гору изабрана је за чланицу Централног комитета КП Црне Горе. Била је савезна посланица у једном сазиву. Од 1955. године, била је чланица Централног одбора Савеза бораца Југославије, а од 1948. чланица Централног одбора АФЖ Југославије. На тим је функцијама остала до 1961. године.
Као професионална политичка радница, обављала је дужност секретарице Главног одбора АФЖ Црне Горе до 1948. године, када је постављена за помоћницу министра за здравље и социјалну политику, а од 1953. била је председница Главног одбора Савеза женских друштава Црне Горе. Готово две деценије била је председница Комисије за бригу о борцима и деци палих бораца Главног одбора Савеза бораца.
Пензионисана је 1961. године, а своју друштвену активност наставила је у СУБНОР-у Црне Горе, као чланица Комисије за организациона и политичка питања.
Умрла је 1995. године у Подгорици.
Носилац је Партизанске споменице 1941. и осталих југословенских одликовања. Орденом народног хероја одликована је 10. јула 1953. године.